# Анатомический манекен
Анатомический манекен — кукла для изучения анатомии и отработки профессиональных навыков врачей.

## История развития
Наверное, про самые древние куклы можно говорить в культуре Китая. По этическим нормам, врач не должен был прикасаться к телу женщины при осмотре, по этой причине, врач обычно имел при себе небольшую куклу. Обсуждая характер и место боли при помощи куклы, врач ставил диагноз. Так же известны куклы демонстрирующие внутренние органы, например, расположение плода в теле беременной женщины. Чаще всего, для изготовления таких кукол применялась кость либо лакированное дерево.

## Анатомическая Венера(демонстрационные анатомические манекены)
В Европе, развитие анатомических кукол тесно связано с развитием медицинских учебных заведений в XVIII—XVIII веке, с развитием музейных заведений и анатомических театров. Для лекций и практических занятий использовались разборные фигуры человека в полный рост — их часто называли Атомические Венеры. Чаще всего использовались воск, гипс, дерево, стекло.
«Команда начинала с выбора иллюстрации из известных медицинских атласов таких авторов, как Везалий, Альбинус или Масканьи. Потом из ближайшей больницы Санта Мария Нуова привозили трупы и части тел, чтобы каждый орган и каждая деталь были изготовлены с максимальной точностью. Целью этих восковых фигур было заменить дальнейшие вскрытия человеческих тел, которые были грязными, плохо пахнущими и неэтичными»
Широко известны работы мастерской художника Клементе Сусини (Clemente_Susini), который много лет возглавлял восковую мастерскую в Ла Спекола.
Технологии и типы анатомических кукол развиваются стихийно и часто сложно выделить их в отдельную категорию в чистом виде, отделив от портретных кукол, эротических игрушек, произведений искусства связанных с мумификацией. Но явно выделяются куклы-тренажёры.

## «Машина» Анжелики Дю Кудро (куклы-тренажёры)
В 1758 году Французская академия хирургии зарегистрировала созданный Анжелика Дю Кудро . манекен-тренажёр, который был назван «Машина». Тренажёр повторял анатомию женской репродукционной системы вместе с младенцем. Автор, уделил большое внимание физическим особенностям тела — целью изобретение была подготовка акушерок к работе, отработка профессиональных навыков. В это же время, не зная о разработках французских коллег подобный тренажёр создаёт англичанин Уильям Смелли .

## Воскресшая Анна (анатомические манекены XX века)
С анатомическими манекенами, тесно связана традиция посмертных масок, которые часто делали из гипса или воска и выставляли в тех же витринах что и анатомические пособия. Очень романтичная история связана с манекеном Воскресшая Анна. В 1880-х годах в парижский морге на острове Ситэ доставили тело молодой девушки, которую выловили из Сены. Установить причины смерти и имя утопленницы не удалось. Патологоанатом решил снять посмертную маску и очень быстро этот гипсовый слепок входит в моду. Её называют Незнакомка из Сены. В 1958 году, Норвежский кукольник Осмунд С. Лёрдаль разработал манекен для обучения приёмам сердечно-лёгочной реанимации. Предполагая, что студенты-медики откажутся проводить дыхание «рот-в-рот» на мужских манекенах, Лёрдаль решил сделать тренажер «женщиной». Лицо он скопировал с маски «Незнакомки из Сены». Модель назвали Анной и она стала «Самой целуемой девушкой в мире». Позже появились другие манекены. Например, удаление инородных предметов из дыхательных путей отрабатывают на «Поперхнувшемся Чарли», а украинский манекен для отработки доврачебной помощи назвали «Тарасом».
К анатомическим манекена, так же относятся манекены для художников.
В XX веке, анатомические куклы получают неожиданное продолжение в детских игрушках (как образовательный материал, для обучения ребёнка), манекенах для испытаний (например, испытание машин, дающие материал для системы безопасности) и в протезировании.